# Gustav Molanus
Gustav Molanus (* 28. März 1650; † 1710 in Harburg) war ein deutscher lutherischer Theologe und Generalsuperintendent der Generaldiözese Harburg.

## Leben
Molanus ging nach dem Theologiestudium zunächst als Feldpropst nach Ungarn. 1686 wurde er Superintendent in Burgdorf, 1694 Pastor und Superintendent an der Dreifaltigkeitskirche in Harburg. Nach der Trennung der Generaldiözese Harburg von der Lüneburg-Celle wurde er 1708 erster Generalsuperintendent des neugegründeten Bezirks.